# Nichan Béchiktachlian
Pour les articles homonymes, voir Béchiktachlian.
Nichan Béchiktachlian (ou Nechan Bechiktachlian, ou Nichan Besiktasliyan, en arménien : Նշան Պէշիկթաշլեան), né à Constantinople en 1898 et mort à Paris en 1972, est un écrivain arménien,.

## Biographie

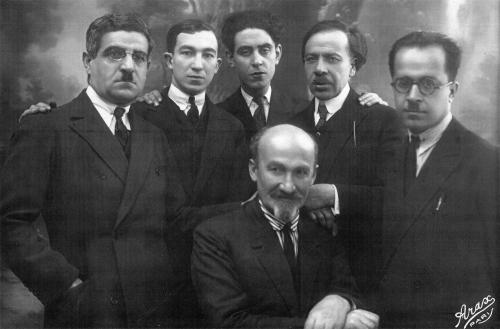
Rédaction du journal Haratch en février 1928 à Paris. De gauche à droite : Chavarche Missakian, Armen Lubin (Chahan Chahnour), Nichan Béchiktachlian, Melkon Kebabdjian, Schavarch Nartouni et Teotig.

Nichan Béchiktachlian naît en 1898, dans le quartier de Péra à Constantinople. Il y va à l'école primaire mais ne continue pas plus loin ses études. Il fait ensuite son service militaire au service de l'Empire ottoman pendant la Première Guerre mondiale entre 1916 et 1918 dans des conditions difficiles.
Il commence à écrire dans sa jeunesse, en particulier des poèmes satiriques ; plus tard, il écrit dans des revues stambouliotes. Après la guerre, entre 1919 et 1923, il fait carrière en tant qu'acteur de théâtre et acquiert une certaine renommée.
Arrivé à Paris en 1923, ses récits restituent le microcosme arménien de la capitale sur un ton critique et jovial. Un autre pan de sa production comprend des romans bibliques ou historiques (Rabbi, le Portrait de Jésus). Il enseigne à l'école Tebrotzassère.
Avec Chavarche Missakian, Melkon Kebabdjian, Armen Lubin, Chavarch Nartouni et Teotig, Nichan Béchiktachlian fait partie du comité de rédaction du journal Haratch. En avril 1931, il signe avec Nigoghos Sarafian, Paylag Mikaélian, Armen Lubin, Chavarch Nartouni, Zareh Vorpouni, Hratch Zartarian et Vasken Chouchanian, le manifeste de la revue Menk, connu plus tard sous le nom d’« École de Paris »,,.
Il participe à presque tous les journaux et toutes les revues de la diaspora arménienne de France, notamment Haratch, Hayrénik ou encore Zvartnots.
Certains critiques littéraires situent son œuvre littéraire dans le prolongement de celle de Hagop Baronian d'Edirne et celle de Yervant Odian.

## Citations
« Que les cendres chaudes de nos antiques héros
Naissent des héritiers dignes d'eux,
Pour donner à notre peuple une vie nouvelle. »
Nocturne, cité in Jacques Morgan, Histoire du peuple arménien.

## Œuvre[9],[10]
- (hy) Ընկեր Շահազար [« L'ami Schahazar »], Paris, Impr. Massis,‎ 1927, 32 p.
- (hy) Սիդոննա [« Sidonna »]  (ill. Melkon Kebabdjian), Paris, Impr. Nercès,‎ 1928, 120 p.
- (hy) Ռապպի [« Rabbi »],‎ 1931, 106 p.
- (hy) Երգիծական [« Satirique »], Paris, Impr. Der Hagopian,‎ 256, 1933 p.
- (hy) Հիւանդատես [« Visite de malade (comédie en un acte) »], Paris, Impr. Der Agopian,‎ 1937, 30 p.
- (hy) Ծաղրանկարներ [« Caricatures »], Paris, Impr. Der Hagopian,‎ 1938, 208 p.
- (hy) Հայ աղբրտիք [« Frères arméniens »], Paris, Impr. A. Der Agopian,‎ 1941, 80 p.
- (hy) Երգիծավէպեր : Ընկեր Փարոս Մուրատ Տաւիտ մեծ ծաղրածուն ասավուտներ [« Récits satiriques »], Paris, Impr. A. Der Agopian,‎ 1942, 160 p. (lire en ligne)
- (hy) Լուլուտի [« Louloudi »], Paris, Impr. A Der Agopian,‎ 1942, 250 p.
- (hy) Ծիրանի գօտի [« Le Cor pourpre »], Paris, Impr. H. F. Djarian,‎ 1945, 372 p.
- (hy) Զէնուզարդ [« Armes et ornements »], Impr. H. F. Djarian,‎ 1946, 160 p.
- (hy) Մեր պարտէզէն… [« De notre jardin… »], Paris, Impr. H. F. Djarian,‎ 1947, 200 p.
- (hy) Յակոբ Օշական (կեանքն ու գործը իրաւ երգիծաբանով) [« Hagop Ochagan (Sa vie et ses œuvres) »], Paris, Impr. H. F. Djarian,‎ 1947, 40 p.
- (hy) Մեր դրախտէն… [« De notre paradis… »], Paris, Impr. H. F. Djarian,‎ 1948, 160 p.
- (hy) Գրիգոր Նարեկացի եւ Սմբատ Բ [« Grégoire de Narek et Sempad II »], Paris, H. Djarian,‎ 1950, 112 p.
- (hy) Նոր ծաղրանկարներ [« Nouvelles caricatures »], Paris, H. Djarian,‎ 1952, 144 p.
- (hy) Յուզումը [« L'émotion (comédie en un acte) »], Beyrouth, Amicale d'Hamazkaïne,‎ 1953, 28 p.
- (hy) Մոմիաներ [« Momies »], Paris, Impr. A. Der Agopian,‎ 1954, 158 p.
- (hy) Սադայէլին պոչին տակ ու Շուքին [« Sous la queue et à l'ombre de Satan »], Le Caire, Impr. Houssaper,‎ 1954, 128 p.
- (hy) Այց մը Հ.Յ.Դ. Թանգարանին [« Visite au musée de la FRA »], Le Caire, Impr. Houssaper,‎ 1955, 30 p.
- (hy) «Տանկ» վէպ Փարիզահայ կեանքէ [« « Dank », la vie des Arméniens de Paris »], Beyrouth,‎ 1958, 106 p.
- (hy) Յիսուսի դիմանկարը [« Le portrait de Jésus »], Impr. Houssaper,‎ 1958, 280 p.
- (hy) Մեղքի քարը (Կաաբա) [« La pierre du péché (La Kaaba) »], Beyrouth, Maison d’Édition Sevan,‎ 1960, 82 p.
- (hy) Երկնային զրոյց [« Dialogue céleste »], Beyrouth, Mechag,‎ 1961, 26 p.
- (hy) Բժիշկներ եւ հիւանդներ [« Médecins et malades »], Beyrouth, Atlas,‎ 1964, 80 p.
- (hy) Թատերական Դէմքեր [« Figures théâtrales »], Liban,‎ 1969, 1142 p.
- (hy) Հրաշալուր պատմութիւն հայոց [« Histoire miraculeuse des Arméniens »], Beyrouth, Hamaskaïne V. Setian Press,‎ 1972, 272 p.
- (hy) Հնդկահաւեր [« Les dindons »], Beyrouth, Hamaskaïne V. Setian Press,‎ 1973, 603 p.